# Alan Pinheiro
Alan Lopes Pinheiro, conhecido apenas como Alan Pinheiro (Brumado, 13 de maio de 1992) é um futebolista brasileiro, atacante. Atualmente defende o JEF United do Japão.

## Carreira
Alan começou a carreira nas categorias de base do Vitória em 2010 e  teve boa atuação no sub-20 do time sendo efetivado logo em seguida no elenco principal. Em 2012, entrou para história do futebol brasileiro e do Vitória, quando foi campeão da primeira Copa do Brasil de Futebol Sub-20. A final foi disputada com o Atlético Mineiro e no primeiro jogo disputado no Barradão, o Vitória venceu pelo placar de 4–1, com dois gols de Alan. No segundo Jogo, no Mineirão, o Vitória perdeu por 2–1, mas conseguiu ficar com o título. Como era boa a atuação do atleta, foi relacionado para disputar o Campeonato Baiano da primeira divisão em 2012, sob comando do técnico Caio Júnior, mas não foi bem sucedido e foi emprestado ao Ceará no ano seguinte. Em agosto de 2013, foi emprestado ao ASA de Alagoas, onde disputou a série C do Campeonato Brasileiro. No final do mesmo ano, foi emprestado ao Kawasaki Frontale do Japão. Atualmente, Alan Pinheiro disputa a segunda divisão do Japão, pelo JEF United do Japão.